# Кичи-Каракол
Кичи-Каракол (кирг. Кичи-Каракол) — село в Алайском районе Ошской области Кыргызстана. Административный центр Уч-Дебенского айылного аймака.

## География
Село расположено в южной части области, в высокогорной зоне, на правом берегу реки Кичик-Каракол, вблизи места впадения её в реку Гульча, на расстоянии приблизительно 45 километров (по прямой) к югу от села Гульча, административного центра района. Абсолютная высота — 2393 метра над уровнем моря.

## Население
Согласно оценочным данным Национального статистического комитета Кыргызской Республики, численность населения села на начало 2023 года составляла 2053 человека.
| год     | 2009 | 2014 | 2015 | 2020 | 2021 | 2023 |
| ------- | ---- | ---- | ---- | ---- | ---- | ---- |
| человек | 1304 | 1672 | 1735 | 2011 | 2039 | 2053 |